# Friedhelm Wenzlaff
Friedhelm Wenzlaff (* 10. Oktober 1940; † Mai 1998 in Hennef) war ein deutscher Fußballtrainer, der von 1980 bis 1981 die Bundesligamannschaft des MSV Duisburg betreute. Er betätigte sich unter dem Pseudonym Franco Wenzera auch als Schlagertexter.

## Laufbahn als Trainer

### Beim MSV Duisburg
Sein Einstieg beim Bundesligisten aus Duisburg erfolgte in der Jugendabteilung. In der Saison 1977/78 trainierte er die A-Jugend und erreichte mit dieser das Endspiel um die Deutsche Meisterschaft dieser Altersklasse. Die Elf traf auf die U-19 von Hertha Zehlendorf, für die unter anderem der spätere Nationalspieler Pierre Littbarski auf dem Platz stand, und sicherte sich durch einen 5:2-Sieg den Titel.
Am 25. November 1977 saß er das erste Mal auf der Bank der Bundesligamannschaft des MSV, wenngleich nur als Interim für ein Spiel. Der MSV gewann hier zu Hause mit 5:0 gegen den 1. FC Saarbrücken. Ronald Worm erzielte dabei drei Tore. Später wurde Wenzlaff zum Co-Trainer der Profimannschaft befördert und, nachdem Chefcoach Heinz Höher entlassen worden war, übernahm er am 11. Februar 1980 dessen Posten.
Nach der Übernahme der Mannschaft rund um die Nationalspieler Bernard Dietz und Rudi Seliger trudelten die „Zebras“ zunächst weiter dem drohenden Abstieg entgegen, doch eine Siegesserie kurz vor Saisonende sicherte die Bundesligazugehörigkeit. Entsprechend durfte er sein Amt als Cheftrainer auch in der Spielzeit 1980/81 ausüben, und erlebte ein durchwachsenes Jahr mit Höhen und Tiefen, das letztlich auf Rang zwölf endete. Da sein Vertrag zum Saisonende auslief, war seine Weiterbeschäftigung nicht gesichert, doch auch dank des Einsatzes von Bernard Dietz wurde das Arbeitsverhältnis verlängert.
Im Herbst 1981 spitzte sich die Lage für die Duisburger allerdings erneut zu: Es setzte eine 0:7-Niederlage gegen den Hamburger SV, und sogar dem Tabellenletzten SV Darmstadt 98 unterlag die Mannschaft. Die Pleite bei den Darmstädtern gab den Anlass dafür, dass Wenzlaff am 15. Spieltag Ende November durch den 59-jährigen Kuno Klötzer ersetzt wurde.  Klötzer lästerte nach vier weiteren Niederlagen am Stück: „Manchmal glaube ich, mein junger Vorgänger hat mit der Mannschaft nur Liederabende abgehalten.“ Klötzers Statistik fiel am Ende jedoch sogar noch etwas schlechter aus als Wenzlaffs, und die Mannschaft stieg ab. Damit war der MSV zum ersten Mal seit 1956 wieder zweitklassig.
Wenzlaff saß bei insgesamt 63 Bundesligabegegnungen auf der Bank, von denen der MSV 21 gewann, 13 unentschieden spielte und 29 verlor.

### Späteres Wirken
Wenzlaff, der nebenher unter dem Namen Franco Wenzera Schlagertexte schrieb, suchte nach der Entlassung beim MSV Arbeit bei einem anderen Profiverein. So brachte er sich im Frühjahr 1982 beim SV Darmstadt 98 als potenzieller Nachfolger von Werner Olk ins Gespräch, erzielte damit aber keinen Erfolg. Seine weitere Trainerlaufbahn beschränkte sich daher auf Amateurstationen, unter anderem war er Mitte der 1980er-Jahre beim SC Eintracht Hamm tätig. Im August 1987 übernahm er den Oberligisten 1. FC Bocholt, blieb jedoch nur bis Januar 1988 im Amt. Aus den späteren 1980ern und frühen 1990ern sind auch Engagements bei FC Geistingen und TuRa Hennef bekannt.
Er starb 1998 im Alter von 57 Jahren. Er lebte zuletzt im Hennefer Stadtteil Geistingen.